# Okręg wyborczy nr 3 do Senatu Rzeczypospolitej Polskiej
Okręg wyborczy nr 3 do Senatu Rzeczypospolitej Polskiej obejmuje obszar powiatów głogowskiego, legnickiego, lubińskiego i polkowickiego oraz miasta na prawach powiatu Legnicy (województwo dolnośląskie). Wybierany jest w nim 1 senator na zasadzie większości względnej.
Utworzony został w 2011 na podstawie Kodeksu wyborczego. Po raz pierwszy zorganizowano w nim wybory 9 października 2011. Wcześniej obszar okręgu nr 3 należał do okręgu nr 1.
Siedzibą okręgowej komisji wyborczej jest Legnica.

## Reprezentanci okręgu
| Rok  | Rok  | Senator                        | Komitet wyborczy       |
| ---- | ---- | ------------------------------ | ---------------------- |
|      | 2011 | Dorota Czudowska               | Prawo i Sprawiedliwość |
| 2015 |      | Dorota Czudowska               | Prawo i Sprawiedliwość |
| 2019 |      | Dorota Czudowska               | Prawo i Sprawiedliwość |
|      | 2023 | Małgorzata Sekuła-Szmajdzińska | Nowa Lewica            |

## Wyniki wyborów
Symbolem „●” oznaczono senator ubiegającą się o reelekcję.

### Wybory parlamentarne 2011
| Kandydat                                                                                      | Kandydat             | Komitet wyborczy             | Głosów | Głosów | Głosów |
| Kandydat                                                                                      | Kandydat             | Komitet wyborczy             | Liczba | %      | +/–    |
| --------------------------------------------------------------------------------------------- | -------------------- | ---------------------------- | ------ | ------ | ------ |
|                                                                                               | Dorota Czudowska     | Prawo i Sprawiedliwość       | 45 167 | 29,50  | –      |
|                                                                                               | Jacek Głomb          | Platforma Obywatelska RP     | 44 866 | 29,30  | –      |
|                                                                                               | Adam Myrda           | KWW Rafał Dutkiewicz         | 33 452 | 21,85  | –      |
|                                                                                               | Zenona Mielnikiewicz | Sojusz Lewicy Demokratycznej | 20 999 | 13,71  | –      |
|                                                                                               | Wacław Demecki       | Polskie Stronnictwo Ludowe   | 8644   | 5,64   | –      |
| Frekwencja: 47,74% Liczba głosów ważnych: 153 128 (97,05%) Źródło: Państwowa Komisja Wyborcza |                      |                              |        |        |        |

### Wybory parlamentarne 2015
| Kandydat | Kandydat           | Komitet wyborczy         | Głosów | Głosów | Głosów |
| Kandydat | Kandydat           | Komitet wyborczy         | Liczba | %      | +/–    |
| --- | ------------------ | ------------------------ | ------ | ------ | ------ |
| | Dorota Czudowska ● | Prawo i Sprawiedliwość   | 68 447 | 43,47  | +13,97 |
| | Piotr Borys        | Platforma Obywatelska RP | 54 640 | 34,70  | +5,40  |
| | Ireneusz Pasis     | KWW JOW Bezpartyjni      | 34 364 | 21,83  | –      |
| Frekwencja: 50,16% Liczba głosów ważnych: 157 451 (96,27%) Źródło: [parlament2015.pkw.gov.pl/351_Wyniki_Senat/0/0/3.html Państwowa Komisja Wyborcza] |                    |                          |        |        |        |

### Wybory parlamentarne 2019
| Kandydat                                                                                      | Kandydat           | Komitet wyborczy                           | Głosów | Głosów | Głosów |
| Kandydat                                                                                      | Kandydat           | Komitet wyborczy                           | Liczba | %      | +/–    |
| --------------------------------------------------------------------------------------------- | ------------------ | ------------------------------------------ | ------ | ------ | ------ |
|                                                                                               | Dorota Czudowska ● | Prawo i Sprawiedliwość                     | 86 312 | 46,67  | +3,20  |
|                                                                                               | Elżbieta Stępień   | KKW Koalicja Obywatelska PO .N iPL Zieloni | 63 682 | 34,43  | –0,27  |
|                                                                                               | Tymoteusz Myrda    | KWW Koalicja Bezpartyjni i Samorządowcy    | 34 948 | 18,90  | –      |
| Frekwencja: 60,01% Liczba głosów ważnych: 184 942 (97,87%) Źródło: Państwowa Komisja Wyborcza |                    |                                            |        |        |        |

### Wybory parlamentarne 2023
| Kandydat                                                                                      | Kandydat                       | Komitet wyborczy                     | Głosów | Głosów | Głosów |
| Kandydat                                                                                      | Kandydat                       | Komitet wyborczy                     | Liczba | %      | +/–    |
| --------------------------------------------------------------------------------------------- | ------------------------------ | ------------------------------------ | ------ | ------ | ------ |
|                                                                                               | Małgorzata Sekuła-Szmajdzińska | Nowa Lewica                          | 82 511 | 38,37  | –      |
|                                                                                               | Dorota Czudowska ●             | Prawo i Sprawiedliwość               | 78 066 | 36,30  | –10,37 |
|                                                                                               | Tymoteusz Myrda                | Bezpartyjni Samorządowcy             | 33 068 | 15,38  | –3,52  |
|                                                                                               | Krzysztof Jasiński             | Konfederacja Wolność i Niepodległość | 21 402 | 9,95   | –      |
| Frekwencja: 73,18% Liczba głosów ważnych: 215 047 (98,27%) Źródło: Państwowa Komisja Wyborcza |                                |                                      |        |        |        |